# 오호타
오호타(폴란드어: Ochota)는 폴란드 바르샤바 중앙에 위치한 구다.